# Широкая Пшадская Щель
Широкая Пшадская Щель — хутор в муниципальном образовании город-курорт Геленджик Краснодарского края. Входит в состав Пшадского сельского округа. 

## География
Хутор расположен у подножья Коцехурского хребта в долине реки Коаго, чуть выше её впадения в Догуаб. Находится в 10 км к северо-западу от центра сельского округа — Пшада и в 35 км к востоку от Геленджика. 
Граничит с землями населённых пунктов: Пшада на юго-востоке, Береговое на юге и Михайловский Перевал на северо-западе. 

## История
- С 1955 года хутор входил в состав Пшадского сельского Совета Геленджикского района Краснодарского края.
- 1 сентября 1964 года вместе с Пшадским сельским Советом был передан в состав Туапсинского района.
- 1 января 1965 года хутор в результате административно-территориального деления снова оказался в Пшадском сельсовете Геленджикского горсовета Краснодарского края.
- С 1 января 1968 года в состав Большого Геленджика и в обслуживание Геленджикского городского Совета входил хутор Широкая Пшадская Щель.
- В 1968—1988 годах хутор Широкая Пшадская Щель находился в составе Пшадского сельского Совета Геленджикского горсовета Краснодарского края.
- С 10 марта 2004 года хутор Широкая Пшадская щель в составе Пшадского сельского округа муниципального образования город-курорт Геленджик.

## Население
| 2002 | 2010 |
| ---- | ---- |
| 49   | ↘26  |

## Улицы
В хуторе всего одна улица — Широкопшадская. 